# Contea di Keya Paha
La contea di Keya Paha (in inglese Keya Paha County) è una contea dello Stato del Nebraska, negli Stati Uniti. Il suo nome deriva dal fiume Keya Paha da cui è attraversata, nome a sua volta derivato da 2 parole Lakota: Keya (Tartaruga) e Paha (Collina). La popolazione al censimento del 2000 era di 983 abitanti. Il capoluogo di contea è Springview.